# Авсюкевич-Березовська Марфа Ничипорівна
Авсюкевич-Березовська Марфа Ничипорівна — (13 липня 1880, м. Катеринослав, нині Дніпро — 19 червня 1965, м. Київ) — українська актриса. Дружина Григорія Березовського.

## Життєпис
У 1906—1920 роках працювала в театрі Миколи Садовського, з цим колективом навесні 1919 перебувала на Тернопільщині.
Після виступів у Львові акторів трупи Миколи Садовського Григорій Березовський і Марфа Авсюкевич-Березовська залишаються в «Українському незалежному театрі».
Акторка Перемишльського українського драматичного театру ім. І. Франка (1921—1922), Руського театру товариства «Просвіта» в Ужгороді (1922—1923).
Разом із чоловіком вела драматичний гурток товариства «Просвіта» в Кременці (1927—1939).
Була корифеєм жіночої групи хору, дуже добре танцювала.